# Gnophos aethalodes
Gnophos aethalodes là một loài bướm đêm trong họ Geometridae.